# Sugaar (mitología)

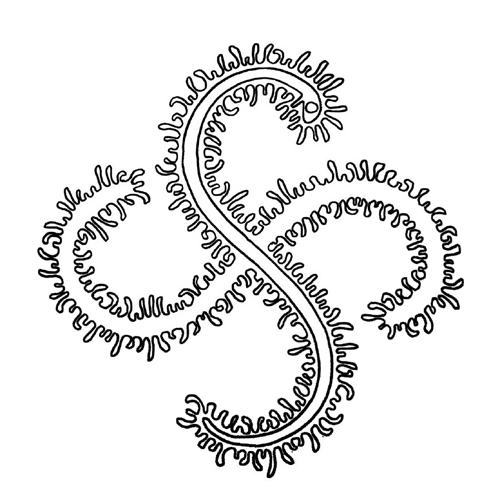
Sugaar.

Sugaar, también llamado Sugar o Maju (asimismo conocido, según las zonas, como Suarra, Sugahar, Sugoi o Maiu), es una deidad de la mitología vasca precristiana. Es una divinidad de carácter masculino, consorte de la diosa Mari (tiene, sin embargo, un papel mucho más oscuro que esta), y padre de Mikelatz (hijo perverso) y Atarrabi (hijo bondadoso).

## Etimología
Sugaar -> suge + ar, ‘serpiente  o ‘dragón’; igualmente se sugiere -> sua + gar, ‘llama del fuego’. La etimología de Maju es desconocida.

## Características
Sugaar es capaz de cambiar de forma, tomando generalmente forma humana  forma de serpiente o dragón.
Sugaar tiene diversas moradas terrenales, como, por ejemplo, las cuevas de Amunda (o Agamunda) y de Atarreta, ambas en el pueblo guipuzcoano de Ataun. Otro lugar que se considera su morada (o de su hijo Mikelatz) es la cueva de Baltzola en Batzolamendi, en el barrio de Indusi en Dima (Vizcaya).
Una leyenda vizcaína lo vincula al origen mitológico del linaje de los señores de Vizcaya. Según esta leyenda, una princesa escocesa refugiada en Mundaca tuvo un encuentro erótico con Sugaar, de donde nacería Jaun Zuria, primer señor mitológico (no histórico) de Vizcaya.